# Lecanorchis suginoana
Lecanorchis suginoana är en orkidéart som först beskrevs av Takasi Tuyama, och fick sitt nu gällande namn av Shunsuke Serizawa. Lecanorchis suginoana ingår i släktet Lecanorchis och familjen orkidéer. Inga underarter finns listade i Catalogue of Life.